# آیا کودا

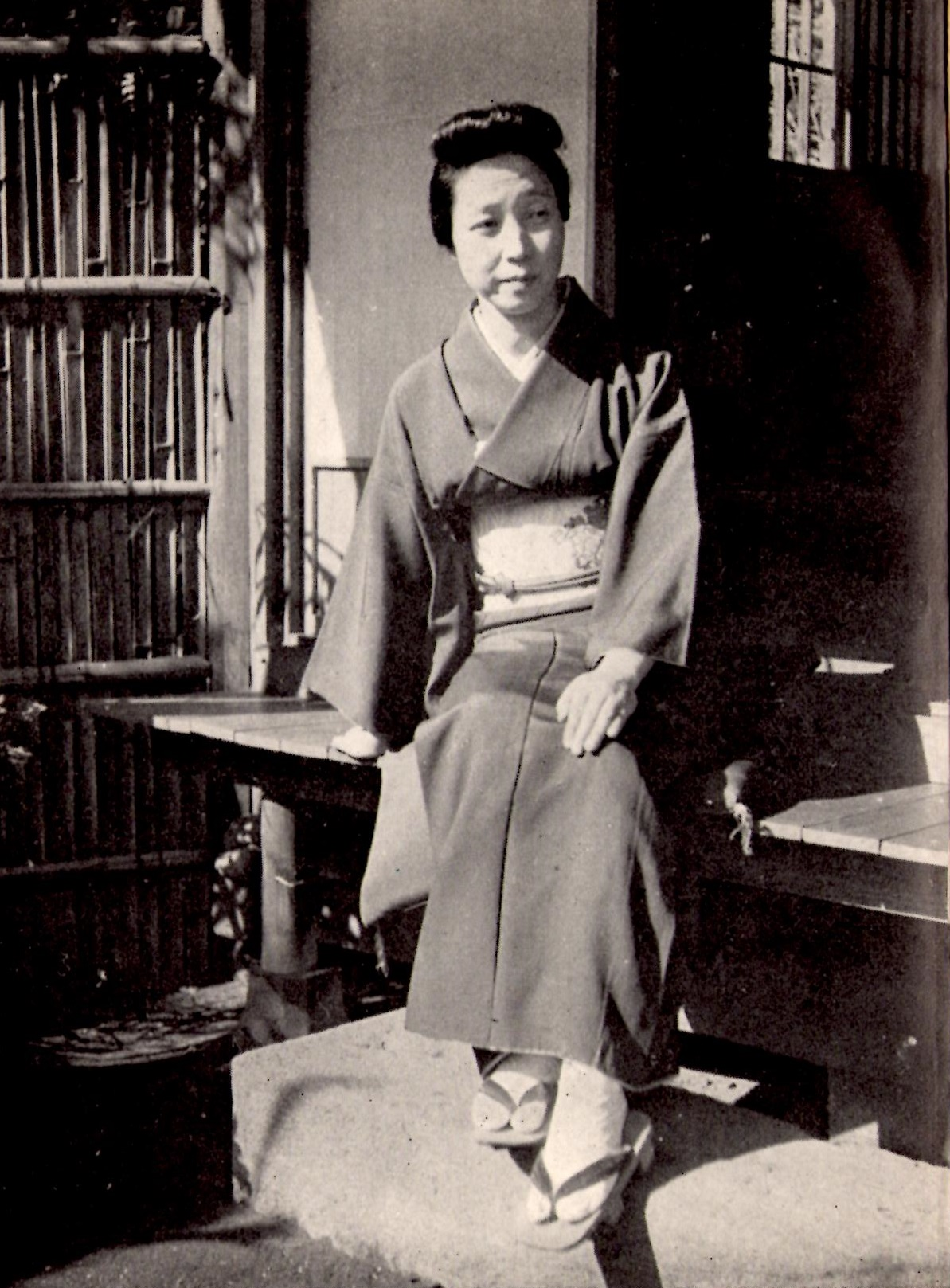
کدا در سال ۱۹۵۰

آیا کودا Aya Kōda (幸田 文 Kōda Aya) (زاده اول سپتامبر ۱۹۰۴ و درگذشته ۳۱ اکتبر ۱۹۹۰) نویسنده و رمان‌نویس ژاپنی بود.
او دومین دختر درکودا روحان نویسنده مشهور دوره میجی بود. دو دختر دیگر او نیز رمان‌نویس بودند.

## زندگی‌نامه
کدا در توکیو متولد شد. در پنج سالگی مادر و بعداً خواهر و برادر کوچکتر خود را از دست داد. وی در مدرسه زنان توکیو (Joshigakuin) تحصیل کرد. او در سن ۲۴ سالگی ازدواج کرد، اما پس از ۱۰ سال طلاق گرفت و با دخترش تاما بازگشت تا با پدرش زندگی کند. در طول جنگ جهانی دوم، او به تأمین شغل پدرش کمک کرد، اولین کارهای او، که در ۴۳ سالگی نوشته شد، خاطرات زندگی با پدرش بود. آنها شامل چیچی (父، پدر من) و کنا کوتو (こ ん な こ と، چنین ماجرایی) هستند. آنها که به عنوان نوشته‌های یک دختر وظیفه‌شناس دیده می‌شوند، به موفقیتهای مهمی دست یافتند.
داستان‌های کوتاه، رمان‌ها و مقالات بعدی او زندگی زنان، خانواده و فرهنگ سنتی را بررسی کرد. آنها شامل رمان ناگاررو (روان) در سال ۱۹۵۵ است که به یک فیلم محبوب تبدیل شد. او جایزه یومیوری را برای کتاب Kuroi suso دریافت کرد.

## ترجمه‌های انگلیسی انتخاب شده
- نوشته‌های Kōda Aya، یک دختر ادبی ژاپنی، Alan M. Tansman (ترجمه) ، انتشارات دانشگاه ییل، ۱۹۹۳
- آینه: داستان و مقاله‌های کودا آیا، آن شریف (ترجمه) ، انتشارات دانشگاه هاوایی، ۱۹۹۹. شابک ‎۰-۸۲۴۸-۱۸۹۹-۷.

## آثار برگزیده
- Kuroi Suso (黒 い 裾، دامن سیاه)
- ناگاررو (流 れ る، روان)
- Tou (闘، Fight)
- اوتوتو (お と う と، برادر کوچک من)
- Misokkasu (み そ っ か す، افراد خارجی)
- Shuen (終 焉، آخرین ساعت‌ها)
- Soso no ki (葬送 の 記، سوابق تشییع جنازه)